# Svenska mästare i fotboll
Svenska mästare i fotboll har korats sedan 1896 (med undantag för åren 1926–1930, då ingen SM-titel delades ut). Mästarna får under den följande säsongen inneha Lennart Johanssons pokal. Svenska mästare blir det lag som under säsongen vinner Allsvenskan, men sättet att utse mästare har varierat genom åren.
Svenska mästare har sedan slutet av 1990-talet eller början 2000-talet placerat en mästerskapsstjärna ovanför klubbmärket på tröjorna för att visa antalet vinster. Det var Malmö FF, IFK Norrköping, Örgryte IS, AIK och Djurgårdens IF som började bära en stjärna var eftersom de vunnit tio gånger eller mer. Malmö FF blev även det första laget som började bära en andra stjärna när de vunnit sitt tjugonde SM-guld 2017 och etablerade sig som "Mesta Mästarna". Från och med fotbollsallsvenskan 2016 är mästerskapsstjärnorna i allsvenskan reglerade av intresseföreningen Svensk Elitfotboll.

## Historia

### 1896–1925 – Svenska mästerskapet
Från början avgjordes svenska mästerskapet inte genom seriespel, utan genom utslagningsturneringar med en direkt avgörande final under Svenska mästerskapen i friidrott. Detta varade fram till 1904 när en nybildad sektionsstyrelse för fotboll och ishockey tog över fotbollsturneringen och arrangerade mästerskapet tillsammans med det kortlivade Svenska Bollspelsförbundet. Från 1904 fick segraren von Rosens pokal och den tidigare fotbollsturneringen Rosenska pokalen upphörde. Innan 1904 ställde ofta bara två lag upp i turneringen, men 1904 ställde hela 22 lag upp som en följd av de nya förbunden och avslutandet av tidigare viktiga turneringar.

### 1931–1981 – Allsvenska seriesegrare
Åren 1926 till 1930 korades inga svenska mästare i fotboll. Från och med säsongen 1930/1931 fick de allsvenska seriesegrarna officiell status av svenska mästare. Under svenska mästerskapets tidigare utslagsturnering spelades aldrig någon match om tredje pris, så båda semifinalernas förlorare kunde kalla sig bronsmedaljörer. Då seriespelet startade fortsatte denna tradition, och detta tros vara anledningen till att man fortfarande i svenska mästerskap i fotboll delar ut fyra medaljer, guld, stora silvret, lilla silvret och brons

### 1982–1990 – SM-slutspel
Mellan 1982 och 1990 korades de svenska mästarna i fotboll genom ett slutspel. Den allsvenska grundseriens vinnare fick nöja sig med titeln seriesegrare. Slutspelet spelades som en utslagsturnering med de åtta bäst placerade lagen. Lagen möttes i dubbelmöten enligt UEFA:s cupregler och målskillnaden avgjorde vilket lag som gick vidare. Vid oavgjort räknades mål på bortaplan dubbelt. Från 1985 minskades antal lag i slutspelet till fyra. 1989 spelades finalserien i bäst av tre matcher. Semifinalerna var dock fortfarande dubbelmöten.

### 1991–1992 – Mästerskapsserien
Under säsongerna 1991 och 1992 bestod Allsvenskan av 10 lag. Efter grundomgången gick de 6 bästa lagen vidare till Mästerskapsserien. Segrarna där blev svenska mästare.

### 1993 – Allsvenska seriesegrare
Från säsongen 1993 är det återigen segrarna av Allsvenskan som blir svenska mästare i fotboll. År 2001 byttes det gamla förstapriset, von Rosens pokal, ut mot den nya Lennart Johanssons pokal sedan det år 2000 visat sig att Clarence von Rosen haft nazistsympatier.
Mellan 2007 och 2015 möttes de svenska mästarna och segrarna i Svenska cupen i Supercupen.

## Svenska mästare genom åren
Svenska mästerskapet

- 1896 – Örgryte IS
- 1897 – Örgryte IS
- 1898 – Örgryte IS
- 1899 – Örgryte IS
- 1900 – AIK
- 1901 – AIK
- 1902 – Örgryte IS
- 1903 – Göteborgs IF
- 1904 – Örgryte IS
- 1905 – Örgryte IS
- 1906 – Örgryte IS
- 1907 – Örgryte IS
- 1908 – IFK Göteborg
- 1909 – Örgryte IS
- 1910 – IFK Göteborg
- 1911 – AIK
- 1912 – Djurgårdens IF
- 1913 – Örgryte IS
- 1914 – AIK
- 1915 – Djurgårdens IF
- 1916 – AIK
- 1917 – Djurgårdens IF
- 1918 – IFK Göteborg
- 1919 – Gais
- 1920 – Djurgårdens IF
- 1921 – IFK Eskilstuna
- 1922 – Gais
- 1923 – AIK
- 1924 – Fässbergs IF
- 1925 – Brynäs IF

Allsvenskan utan SM-tecken
• 1925 - Gais
• 1926 - Örgyte IS
• 1927 - Gais
• 1928 - Örgryte IS
• 1929 - Hälsingborgs IF
• 1930 - Hälsingborgs IF
Allsvenskan

- 1931 – Gais
- 1932 – AIK
- 1933 – Hälsingborgs IF
- 1934 – Hälsingborgs IF
- 1935 – IFK Göteborg
- 1936 – IF Elfsborg
- 1937 – AIK
- 1938 – IK Sleipner
- 1939 – IF Elfsborg
- 1940 – IF Elfsborg
- 1941 – Hälsingborgs IF
- 1942 – IFK Göteborg
- 1943 – IFK Norrköping
- 1944 – Malmö FF
- 1945 – IFK Norrköping
- 1946 – IFK Norrköping
- 1947 – IFK Norrköping
- 1948 – IFK Norrköping
- 1949 – Malmö FF
- 1950 – Malmö FF
- 1951 – Malmö FF
- 1952 – IFK Norrköping
- 1953 – Malmö FF
- 1954 – Gais
- 1955 – Djurgårdens IF
- 1956 – IFK Norrköping
- 1957 – IFK Norrköping
- 1958 – IFK Göteborg
- 1959 – Djurgårdens IF
- 1960 – IFK Norrköping
- 1961 – IF Elfsborg
- 1962 – IFK Norrköping
- 1963 – IFK Norrköping
- 1964 – Djurgårdens IF
- 1965 – Malmö FF
- 1966 – Djurgårdens IF
- 1967 – Malmö FF
- 1968 – Östers IF
- 1969 – IFK Göteborg
- 1970 – Malmö FF
- 1971 – Malmö FF
- 1972 – Åtvidabergs FF
- 1973 – Åtvidabergs FF
- 1974 – Malmö FF
- 1975 – Malmö FF
- 1976 – Halmstads BK
- 1977 – Malmö FF
- 1978 – Östers IF
- 1979 – Halmstads BK
- 1980 – Östers IF
- 1981 – Östers IF

SM-slutspel

- 1982 – IFK Göteborg
- 1983 – IFK Göteborg
- 1984 – IFK Göteborg
- 1985 – Örgryte IS
- 1986 – Malmö FF
- 1987 – IFK Göteborg
- 1988 – Malmö FF
- 1989 – IFK Norrköping
- 1990 – IFK Göteborg

Mästerskapsserien
- 1991 – IFK Göteborg
- 1992 – AIK

Allsvenskan

- 1993 – IFK Göteborg
- 1994 – IFK Göteborg
- 1995 – IFK Göteborg
- 1996 – IFK Göteborg
- 1997 – Halmstads BK
- 1998 – AIK
- 1999 – Helsingborgs IF
- 2000 – Halmstads BK
- 2001 – Hammarby IF
- 2002 – Djurgårdens IF
- 2003 – Djurgårdens IF
- 2004 – Malmö FF
- 2005 – Djurgårdens IF
- 2006 – IF Elfsborg
- 2007 – IFK Göteborg
- 2008 – Kalmar FF
- 2009 – AIK
- 2010 – Malmö FF
- 2011 – Helsingborgs IF
- 2012 – IF Elfsborg
- 2013 – Malmö FF
- 2014 – Malmö FF
- 2015 – IFK Norrköping
- 2016 – Malmö FF
- 2017 – Malmö FF
- 2018 – AIK
- 2019 – Djurgårdens IF
- 2020 – Malmö FF
- 2021 – Malmö FF
- 2022 – BK Häcken
- 2023 – Malmö FF
- 2024 – Malmö FF

## Svenska mästare
Följande tabell visar antal gånger respektive lag har blivit svenska mästare i fotboll sedan 1896.
| Klubb           | Titlar | Årtal |
| --------------- | ------ | --- |
| Malmö FF        | 24     | 1944, 1949, 1950, 1951, 1953, 1965, 1967, 1970, 1971, 1974, 1975, 1977, 1986, 1988, 2004, 2010, 2013, 2014, 2016, 2017, 2020, 2021, 2023, 2024 |
| IFK Göteborg    | 18     | 1908, 1910, 1918, 1935, 1942, 1958, 1969, 1982, 1983, 1984, 1987, 1990, 1991, 1993, 1994, 1995, 1996, 2007                                     |
| IFK Norrköping  | 13     | 1943, 1945, 1946, 1947, 1948, 1952, 1956, 1957, 1960, 1962, 1963, 1989, 2015                                                                   |
| Örgryte IS      | 12     | 1896, 1897, 1898, 1899, 1902, 1904, 1905, 1906, 1907, 1909, 1913, 1985                                                                         |
| AIK             | 12     | 1900, 1901, 1911, 1914, 1916, 1923, 1932, 1937, 1992, 1998, 2009, 2018                                                                         |
| Djurgårdens IF  | 12     | 1912, 1915, 1917, 1920, 1955, 1959, 1964, 1966, 2002, 2003, 2005, 2019                                                                         |
| IF Elfsborg     | 6      | 1936, 1939, 1940, 1961, 2006, 2012 |
| Helsingborgs IF | 5      | 1933, 1934, 1941, 1999, 2011 |
| Gais            | 4      | 1919, 1922, 1931, 1954 |
| Östers IF       | 4      | 1968, 1978, 1980, 1981 |
| Halmstads BK    | 4      | 1976, 1979, 1997, 2000 |
| Åtvidabergs FF  | 2      | 1972, 1973 |
| Göteborgs IF    | 1      | 1903 |
| IFK Eskilstuna  | 1      | 1921 |
| Fässbergs IF    | 1      | 1924 |
| Brynäs IF       | 1      | 1925 |
| IK Sleipner     | 1      | 1938 |
| Hammarby IF     | 1      | 2001 |
| Kalmar FF       | 1      | 2008 |
| BK Häcken       | 1      | 2022 |